# Pep Bertran
Pep Bertran (Mataró, Maresme, 20 de setembre de 1971) és un escriptor català. Ha estudiat ciències de la informació, direcció cinematogràfica i psicoanàlisi. El 1996 va rebre el premi de novel·la curta Just Manuel Casero amb l'obra La Ribera, que va publicar l'Editorial Empúries el 1997. Tot seguit va deixar córrer l'escriptura i es va formar com a psicoanalista. Va col·laborar en El Punt/Maresme entre el període 1997-98. La seva novel·la Una vida regalada, la primera de la col·lecció "Narratives" d'Edicions Saldonar, és una falsa autobiografia de l'autor que té com a escenari el barri de la Ribera de Barcelona.

## Obra
Aquest és un recull de la seva obra literària:
- La Ribera. Barcelona: Editorial Empúries, 1997.
- L'autor i la histèrica Girona: Ed. Senhal, 1998.
- Una vida regalada - Les falses memòries d'un aprenent d'escriptor. Barcelona: Edicions Saldonar, 2012. ISBN 978-84-937800-6-7[3]
- Entre dues llums - Èdip a la rectoria. Barcelona: Edicions Saldonar, 2013. ISBN 978-84-941164-3-8[4]

## Premis i reconeixements
- 1996: Premi Just Manuel Casero[1]